# あずまきよひこ
あずま きよひこ（本名：東 清彦、1968年5月27日 - ）は、日本の漫画家。男性。よつばスタジオ社員。兵庫県高砂市出身。
主な作品に『あずまんが大王』、『よつばと!』などがある。アニメ風の人物でのんびりとした日常を描く作風の作家である。『あずまんが大王』はTVアニメ化もされた。
自画像は『あずまんが』ではオヤジ魎皇鬼、『あずまんが大王』執筆以降はちよ父を使う。

## 経歴
小学生の頃は野球をしたりスイミングクラブに通うスポーツ少年だった。中学3年生のとき友人の影響で漫画、アニメに傾き、高校2年のときに同人サークルに入りここで初めて漫画を描く。当時は『うる星やつら』のパロディ漫画などを描いていた。この頃よりアニメーターを志望するようになり、兵庫県立加古川東高等学校卒業後に大阪芸術大学芸術学部映像学科に入学、しかしすぐにアニメ熱が冷めてしまい、1年で中退する。
アニメ熱は冷めたものの絵は好きだったため、中退後2年ほど美術系の専門学校に通う。その後神戸芸術工科大学芸術工学部視覚情報デザイン学科に入学、この大学では「謙遜でなく」遊んでばかりだったという。入学後1年ほどして『A-ZONE』という個人誌で同人活動をはじめ、『セーラームーン』などのパロディ漫画を描く。大学卒業の時期に漫画家を目指して投稿、佳作を取るもデビューには繋がらず、その後はゲームの原画やアンソロジーコミック、イラストなどで活動していた。また『ふぁんろ～ど』の投稿者でもあった。大学卒業に伴い、学士（芸術工学）の学位を取得。
1999年から『月刊コミック電撃大王』に連載された4コマ漫画『あずまんが大王』で一躍有名漫画家となった。しかし「コアな世界で閉じちゃうのは嫌」との思いから同作品終了後あえて経験の乏しいストーリー漫画に挑戦し、2003年より『よつばと!』を連載、こちらもその優れた日常描写などにより高い評価を得ており、2020年現在も連載中で長期連載となっている。『あずまんが大王』・『よつばと!』は共に2006年の日本のメディア芸術100選マンガ部門に選出される。
2000年5月に東京都練馬区によつばスタジオを里見英樹と共に設立。
現在のプライベートはあまり語られないが、2011年に執筆されたブログには、資料用に使い気に入った子供用の椅子を購入することを「子どもがいない」ことから躊躇していると書いている。

## 作品リスト

### 漫画
- Try! Try! Try!（1998年（トライアスロンのウェブサイト上で連載）、2001年（「あずまんが2」に描き下ろし）
- わらびー（1998年 - 2000年、げーむじん、ティーツー出版 あずまんが2収録）
- あずまんが大王（1999年 - 2002年、全4巻、月刊コミック電撃大王、メディアワークス）
  - あずまんが大王 補習編（2009年、ゲッサン、小学館）
- よつばと!（2003年 - 、既刊16巻、月刊コミック電撃大王、メディアワークス）
  - 短編だった「Try! Try! Try!」を、登場人物などの設定を変更した上で長期連載化した作品。

#### アンソロジー
- 4コマランド続・餓狼伝説（1994年11月、ケイブンシャ）
- 4コマランドサムライスピリッツ（1994年12月、ケイブンシャ）
- 4コマランド豪血寺一族2（1995年3月、ケイブンシャ）
- 4コマランド真サムライスピリッツ（「よしっ！」、1995年4月、ケイブンシャ）
- ゲームアイドルコレクション花小路クララのすべて（1995年5月、ケイブンシャ）
- スーパードンキーコング 4コマランド（1995年6月、勁文社）
- スーパーリアル麻雀PVパラダイス―オールスター4人打ち（1996年1月、ソフトバンククリエイティブ）
- 豪血寺一族2ちょっとだけ最強伝説アンソロジーコミック（「決戦！豪血寺の女たち」、1996年2月、ソフトバンククリエイティブ）
- 闘神伝2アンソロジーコミック（「炸裂！超力エリス砲」、1996年5月、ソフトバンククリエイティブ）
- こねこCLUB（「ボールよりもネズミよりも」、1996年5月、桜桃書房）
- ゴッズインヒズヘブン新世紀エヴァンゲリオンアンソロジーコミック（「天使たちの休息」、1996年7月、ムービック）
- ヴァンパイアハンターDarkstalker's Revengeアンソロジーコミック（「ある日森の中」、1996年8月、ソフトバンククリエイティブ）
- All's Right with the World 新世紀エヴァンゲリオンアンソロジーコミック（「綾波の一族」、1997年1月、ムービック）
- 笑いのツボ 風来のシレン4コママンガ集（1997年4月、チュンソフト）
- ドキドキプリティリーグ設定資料集（4コマ漫画、1997年7月、ムービック）
- キングオブファイターズ'96 アンソロジーコミック（「アテナ・デビュー」、1997年8月、ムービック）
- コミックドキドキプリティリーグカーニバル（1997年9月、コーエー）
- ストリートファイターアンソロジーコミック（「また会う日まで」、1998年4月、ムービック）
- バトルアスリーテス大運動会アンソロジーコミック（1998年9月、ブロッコリー）
- リーフファイトトレーディングカード公式ガイドブック（「あずまんがファイト」、1999年4月、メディアワークス）
- To Heartアンソロジー+α（1999年8月、ティーツー出版）
- トゥハートビジュアルファンブック（「それいけ！To Heart」、1999年9月、メディアワークス）
- リーフファイトトレーディングカードゲーム公式ガイドブック2000（「帰ってきた!! あずまんがファイト」、2000年4月、メディアワークス）
- リーフファイトトレーディングカードゲームビジュアルファンブック（2000年5月、メディアワークス）
- こみっくパーティー ビジュアルファンブック（2002年6月、メディアワークス）
- よりぬき苺ましまろ（無題1pマンガ、月刊コミック電撃大王2005年10月号増刊）

### その他
- あずまんが（1998年、パイオニアLDC） - 宣伝漫画やカットイラストの作品集。CD-ROMを省いたものが2001年6月にメディアワークスから「あずまんがリサイクル」として再版された。
- あずまんが2（2001年、パイオニアLDC） - 作品集、CD-ROM付き
- よつばと♪（CD、2005年4月、ジェネオン エンタテインメント）：『よつばと!』イメージアルバム
- よつばと♪ 組曲 冬将軍（CD、2006年11月、ジェネオン エンタテインメント）
- よつばとしろとくろのどうぶつ（絵本、2006年12月、メディアワークス）
- ダ・ヴィンチ「ヒヨコノアルキカタ」挿絵を担当（2012年7月号 - ）

### キャラクターデザイン
- クイーン・オブ・デュエリスト外伝α+（1994年、舞野舞担当、デビュー作）
- 魔法遊戯（2001年放映 キャラクターデザインは1998年頃に完了）
- きいろちゃん（ボカロPのゆこぴのためのキャラクター）

### イラスト、紹介漫画などの関連作品
（下記作品の多くは『あずまんが』に収録）
- 神秘の世界エルハザード（OVA、テレビアニメなど）
- デュアル!ぱられルンルン物語（テレビアニメなど）
- 天地無用!（OVA、テレビアニメ、劇場アニメ、ゲームなど）
- バトルアスリーテス大運動会（OVA、テレビアニメ、ゲームなど）
- 魔法少女プリティサミー（テレビアニメなど）
- トゥハート4コママンガ劇場（1999年、エニックス）
- トゥハート ハート＆ハート：ポストカードギャラリー（2000年、エニックス）
- リーフファイトTCG（トレーディングカードゲーム）
- アクエリアンエイジ（トレーディングカードゲーム）[4]
- 電撃萌王2002年3月創刊号（表紙、テレホンカード、ポスターイラスト）
- アフタヌーン2004年2月号（アフタヌーンオールスターCD-ROM イラスト）
- リアライズ（2004年4月23日、タイトルデザイン）
- ぱにぽにだっしゅ!（16話エンドカードイラスト）
- うる星やつら新装版31巻（イラスト）
- アニメ版かんなぎ（第十二幕エンドイラスト）
- 赤毛のアン（2011年限定、カバーイラスト、角川文庫）
- こちら葛飾区亀有公園前派出所（第175巻）
- ワンダーフェスティバルマスコットキャラクター「ワンダ＆リセット」（2014年夏〜2021年夏）[注 2]
- ダ・ヴィンチ2014年10月号　『進撃の巨人』アルミン・アルレルトのイラスト[5]
- 3月のライオン（13話エンドカードイラスト）
- ゆこぴ2ndアルバム『にまいめ』（ジャケットイラスト）